# マルチン空港
マルチン空港 (ICAO: LZMA)はスロバキア マルチンにあるグライダー用の小さな空港。